# 角原矛头蝮
角原矛头蝮（学名：Protobothrops cornutus）一种分布于中国南方和越南的毒蛇，隶属于蝰科原矛头蝮属。

## 形态特征
全长约0.61～0.68米。通体灰褐色，背部具有不规则黑褐色交错斑块。腹部颜色较浅。头部近似三角形，上眼睑向上有一对向外侧且被细鳞的角状物。